# Гостилиан
Гай Вале́нт Гостилиа́н Ме́ссий Квинт (лат. Gaius Valens Hostilianus Messius Quintus; 230, Сирмий — август 251, Рим) — римский император в 251 году.

## Биография
Гостилиан родился в Сирмии (совр. Сремска-Митровица, Сербия) в Иллирии после 230 года. Он был младшим сыном императора Деция и его жены, Герении Этрусциллы. После того, как его отец провозгласил себя императором, Гостилиан оставался в Риме с матерью Геренией Этрусциллой как символ власти Деция, в то время как отец с братом вели войны на границах империи. В 251 году он получил титул «Предводителя молодёжи» (лат. princeps iuventutis).
После гибели императоров-соправителей в битве с готами и объявлением легионами Требониана Галла новым главой государства возникла угроза гражданской войны, что было бы губительным для империи, страдающей от всевозможных кризисов. Но вскоре молодой император погиб во время эпидемии чумы в Риме, что открыло дорогу к власти Требониану Галлу с его сыном Волузианом. Примечательно, что Гостилиан умер своей смертью, что достаточно редко для правителей Рима той эпохи.